# Wilgotne wrzosowisko bażynowe
Wilgotne wrzosowisko bażynowe (Vaccinio uliginosi-Empetretum nigri) – syntakson w randze zespołu budowany przez krzewinki wrzosowiskowe i psammofity w zagłębieniach między wydmami. Należy do klasy Nardo-Callunetea.

## Charakterystyka
Niewielkie płaty wrzosowiska pokrywającego rozległe misy deflacyjne. Siedlisko o kwaśnych, podmokłych glebach z cienką warstwą próchnicy. Budowane przez krzewinki – wrzos zwyczajny, bażynę czarną, wierzbę płożącą piaskową, borówkę bagienną, rzadziej wrzosiec bagienny oraz sit bałtycki, turzycę piaskową, rosiczkę okrągłolistną. Drzewa (sosna zwyczajna, brzoza brodawkowata, brzoza omszona) występują rzadko. Liczne mchy, np. płonnik pospolity i borześlad zwisły.
Zbiorowisko w sukcesji ekologicznej stopniowo zarasta borem bażynowym.
WystępowanieNa wybrzeżach morskich. W Polsce na wybrzeżu Bałtyku.
Charakterystyczna kombinacja gatunków
ChAss. : sit drobny (Juncus bulbosus)
DAss. : borówka bagienna (Vaccinium uliginosum), rosiczka okrągłolistna (Drosera rotundifolia), Gymnocolea inflata
ChAll. : bażyna czarna typowa (Empetrum nigrum ssp. nigrum)
ChO. : wrzos zwyczajny (Calluna vulgaris), turzyca wrzosowiskowa (Carex ericetorum), widlicz cyprysowy (Diphasiastrum tristachyum), janowiec włosisty (Genista pilosa), jastrzębiec baldaszkowaty (Hieracium umbellatum ssp.), rokiet duński (Hypnum jutlandicum), rzęsiak pospolity (Ptilidium ciliare)
ChCl. : ukwap dwupienny (Antennaria dioica), turzyca pigułkowata (Carex pilulifera), kanianka macierzankowa (Cuscuta epithymum), izgrzyca przyziemna (Danthonia decumbens), jastrzębiec kosmaczek (Hieracium pilosella ssp.), kosmatka polna (Luzula campestris var.), kosmatka licznokwiatowa (Luzula multiflora var.), widłak goździsty (Lycopodium clavatum), pięciornik kurze ziele (Potentilla erecta) (regionalnie), przetacznik leśny (Veronica officinalis), fiołek psi (Viola canina ssp.)

## Zagrożenia i ochrona
Zespół na potrzeby inwentaryzacji i ochrony siedlisk systemu Natura 2000 oznaczony jako podtyp 2190–4 (wilgotne wrzosowisko bażynowe w zagłębieniach międzywydmowych) siedliska przyrodniczego nr 2190 (wilgotne zagłębienia międzywydmowe).